# Jetyguen

Jetyguen (ou Zhetigen Жетыген, jusqu'en 1997: Nikolaïevka, Николаевка) est un village du sud du Kazakhstan situé aux abords nord d'Almaty (l'ancienne capitale, sous le nom d'Alma-Ata). Il est à 47 kilomètres du centre-ville d'Almaty et appartient à l'oblys d'Almaty et dépend du district d'Ile.

## Population
Sa population est en croissance : 13 103 habitants en 1999, 15 616 en 2009, et 22 301 habitants en 2015.

## Infrastructures
Le village possède 5 jardins d'enfants, 3 établissements d'enseignement du primaire au collège, une polyclinique et une gare de chemin de fer. Un aérodrome militaire se trouve au nord du village, avec un petit quartier pour les hommes de la base aérienne.

## Culte
- Orthodoxe : une église orthodoxe ;
- Catholique : paroisse Saint-André-Kim, messe en russe le dimanche à 10 heures[1] ;
- Sunnisme : une mosquée.